# Anamarija Volk Zlobec
Anamarija Volk Zlobec, učiteljica, pisateljica, kulturna delavka, * 15. november 1937, Trst, † 7. junij 2016, Milje.

## Življenje in delo
Rodila se je v Trstu, oče je bil Rafael, železničar, mati Helena (rojena Stegel), gospodinja. Zaradi vojnih razmer je prva dva razreda osnovne šole obiskovala v italijanski šoli, nato je zaključila obvezno šolanje na slovenski osnovni šoli v Rojanu in na slovenski nižji gimnaziji pri Sv. Jakobu v Trstu. Maturirala je leta 1955 na slovenskem učiteljišču v Trstu, nato pa leta 1957 še na šoli za vzgojiteljice otroškega vrtca pri Uršulinkah v Gorici. Obiskovala je tudi tečaja pedagogike in ročnega dela, bila je suplentka na slovenski osnovni šoli v Trstu in vzgojiteljica v kolonijah društva Slokad. Med leti 1958 - 1964 je bila stalna učiteljica v otroških vrtcih na Proseku, Ricmanjah in Lonjerju. Nato se je zaposlila na osnovni šoli in poučevala je v Briščikih, Zgoniku, Ricmanjah, Rojanu in pri Sv. Jakobu, do leta 1982, ko se je upokojila. Medtem se je leta 1965 omožila z astronomom Pavlom Zlobcem, družino sta si ustvarila v Miljah.
Že v šolskih letih je Anamarija Volk rada pisala, pisala je v revijo Literarne vaje. Kmalu je zašela sodelovati tudi s tržaško radijsko postajo Radio Trst A, za katero je napisala mnoge pravljice. Po upokojitvi je postalo sodelovanje stalno, napisala je ogromno pravljic za vsakodnevno oddajo Pravljice za dobro jutro. Od leta 1975 je redno sodelovala tudi pri reviji Pastirček,  za katero je pisala pesmice, igrice in številne članke, zgodbice ter pravljice.
Anamarija Volk Zlobec je tudi avtorica več knjig pravljic. Največ jih je izdala pri Goriški Mohorjevi družbi iz Gorice in pri Mladiki iz Trsta, a tudi pri drugih založbah.

## Knjige
- Najlepši letni čas[7]
- Babičini metulji[8]
- Dogodivščine krave Rozine[9]
- O srečni hišici in druge pravljice[10]
- Štiri zgodbice izpod odeje[11]
- Muc Feliks, učiteljica Tončka in strašilo Zverina[12]
- Muca prede[13]
- Na počitnice gremo![14]
- O polžku Izidorju in druge živalske zgodbe[15]